# کیوان کریمی
کیوان کریمی (زاده ۳۰ شهریور ۱۳۶۴ در بانه - ) کارگردان کُرد اهل ایران است. او فارغ‌التحصیل رشتهٔ علوم ارتباطات اجتماعی از دانشکده علوم اجتماعی دانشگاه تهران است. کریمی کارش را در سینما با ساخت فیلم کوتاه شروع کرده است. فیلم‌های او ریشه در نگاه انتقادی نسبت به انسان معاصر دارد.

## سبک فیلمسازی
کریمی در پیوند و تداوم با فرآیند و چشم‌اندازی قرار دارد که با نگاه و رویکردی متفاوت به سینما می‌نگرد که یکی از جریان‌های عمدهٔ نظری و عملی در عرصهٔ این نوع نگاه به سینما جنبشِ سیتواسیونیست‌ها (موقعیت‌سازان) و به‌خصوص آثار گی دوبور بوده است و کیوان کریمی علاقهٔ خاصی به نقدِ اجتماعیِ ریشه‌ای در آثار سیتواسیونیست‌ها دارد.
حمید دباشی نویسنده و استاد دانشگاه کلمبیا پس از مشاهده فیلم نوشتن بر شهر در یادداشتی در سایت الجزیره نوشت: «یک مستند فاخر راجع به سیر تکاملی گرافیتی‌های شهر تهران در طی سه دهۀ گذشته. کیوان با «نوشتن بر شهر» عواقب پس از جنبش سبز سال ۸۸ را با مضمونی بسیار تند و بحرانی از تاریخ و زیبایی‌شناسی روایت کرده است».

## فیلم‌شناسی
1. کانکس ضد زلزله[۳]
2. مرد و دبه[۴]
3. کودکان اعماق
4. مرز شکسته[۵]
5. حرکت
6. ماجراهای زن و شوهر کارگر[۶]
7. نوشتن بر شهر
8. طبل

«مرز شکسته» که به مسئلۀ قاچاق سوخت در مرزهای کردستان می‌پردازد در جشنواره‌های تولفا ایتالیا، موسترمپ اسپانیا و لایدن هلند جایزهٔ ویژهٔ هیئت داوران را بدست آورده و در جشنواره واگن اف سی مکزیک، آلبوفرا آرژانتین ، فیلو فست اسلونی و سیزدهمین دوره جشنواره بین‌المللی فیلم بیروت جایزهٔ بهترین فیلم مستند را به خود اختصاص داد. «ماجرای زن و شوهر» در جشنواره‌های متعددی از جمله در لا فیلا اسپانیا و سورئالید کلمبیا جوایزی کسب کرد. این فیلم کوتاه یازده دقیقه‌ای با تصاویر سیاه و سفید و بدون هیچ دیالوگی روایتی است از زندگی روزمرهٔ یک زن و شوهر کارگر که با اقتباس از اثری به همین نام از ایتالو کالوینو ساخته شده است. سبک ویژهٔ این فیلم توجه منتقدان سینمایی بسیاری را در عرصهٔ بین‌المللی به خود جلب کرده و فیلم بلند سینمایی «کارگر عشق» ساخت کشور هندوستان که برنده جایزه بهترین کارگردانی از هفتاد و سومین جشنوار فیلم ونیز می‌باشد از اثر کریمی اقتباس کرده است و منتقدان زیادی دربارهٔ آن نوشته‌اند.
«نوشتن بر شهر»، مستندی ۶۰ دقیقه‌ای است که به گونه‌ای منسجم و با نگاهی متفاوت، به دیوارنویسی‌ها و گرافیتیهای شهر تهران از اوایل انقلاب ۱۳۵۷ ایران تا دوران پس از جنبش سبز می‌پردازد و تاکنون در جشنواره‌های متعدد بین‌المللی به نمایش درآمده است. این فیلم نخستین بار در بهمن ماه ۱۳۹۴ در جشنواره فیلم پونتو د ویستا اکران و برندۀ جایزۀ ویژه از هیئت داوران این جشنواره شد. دومین نمایش این فیلم ۱۵ اسفند ۱۳۹۴ در مرکز بین‌المللی فرهنگ معاصر تاباکالر در شهر سن سباستین اسپانیا بود. «نوشتن بر شهر» همچنین در اردیبهشت سال ۱۳۹۵ در جشنواره فیلم ویزیون دوریل کشور سوئیس و پس از آن در جشنواره بین‌المللی سینمای مستقل بوینس آیرس در کشور آرژانتین به نمایش درآمد. جشنواره فیلم مون‌پلیه کشور فرانسه نیز در تاریخ ۱۲ تیر ۱۳۹۵ (۲ ژوئیه ۲۰۱۶) فیلم نوشتن بر شهر را اکران کرد. این مستند در اوت سال ۲۰۱۶ در جشنواره Filmes do Homem در کشور پرتغال نیز به نمایش درآمد.
فیلم «طبل» اولین فیلم بلند داستانی کیوان کریمی که ساخت آن در بهار سال ۱۳۹۵ کلید خورد، در بخش رقابتی هفته منتقدین جشنواره بین‌المللی فیلم ونیز برای نخستین بار اکران شد. فیلم ماجرای وکیلی را به تصویر می‌کشد که پس از دریافت بسته‌ای زندگی‌اش تحت تأثیر آن بسته، به کلی دگرگون می‌شود. تمامی وقایع فیلم در شهر تهران و در فضایی رؤیاگونه، با تصاویر سیاه و سفید رخ می‌دهند.
کریمی فیلم «طبل» را با اقتباس از کتابی به همین نام، نوشته علی‌مراد فدایی‌نیا ساخته است.

## بازداشت و حکم شش سال زندان و ۲۲۳ ضربه شلاق
کیوان کریمی در ۲۳ آذر سال ۱۳۹۲ به دلیل ساختِ فیلم مستند «نوشتن بر شهر» و اتهام همکاری با شاهین نجفی در منزل مسکونی خود بازداشت و در بند دو الف زندان اوین زندانی شد. او در ۵ دی با تودیع وثیقهٔ ۱۰۰ میلیون تومانی از زندان آزاد شد. در مهر سال ۱۳۹۴ بعد از طی هشت جلسه رسیدگی (در پرونده‌ای مشترک با شاعران زندانی مهدی موسوی و فاطمه اختصاری) شعبۀ ۲۸ دادگاه انقلاب اسلامی به ریاست قاضی مقیسه‌ای، کیوان کریمی را به اتهام «تبلیغ علیه نظام جمهوری اسلامی» و «توهین به مقدسات» به ۶ سال حبس تعزیری و ۲۲۳ ضربه شلاق محکوم کرد.

### دادگاه تجدید نظر
دادگاه تجدید نظر شعبه ۵۴ در اسفند ۱۳۹۴، حکم کیوان کریمی را از ۶ سال حبس تعزیری و ۲۲۳ ضربه شلاق، به ۱ سال حبس تعزیری، ۵ سال حبس تعلیقی، ۲۲۳ ضربه شلاق و ۲۰ میلیون ریال جریمه نقدی تغییر داد.

### اجرای حکم زندان
روز چهارشنبه سوم آذر با تماس تلفنی از سوی دایرهٔ اجرای احکام شعبه یک دادسرای شهید مقدس واقع در زندان اوین برای گفتگو احضار شد که پس از مراجعه در همان محل بازداشت و برای اجرای حکم یک سال زندان و ۲۲۳ ضربه شلاق به زندان اوین منتقل شد.

## واکنش‌های داخلی و بین‌المللی به حکم زندان و شلاق
حکم صادره بازتاب فراوانی در مجامع بین‌المللی سینمایی و حقوق بشری دربرداشت. تنی چند از جامعه شناسان و فیلسوفان و فعالان حقوق بشر در بیانیه‌ای به ۹ زبان تحت عنوان «شعر جنایتی علیه دولت» اولین واکنش را به حکم کریمی نشان دادند. سپس انجمن ملی کارگردانان، فیلمنامه نویسان، بازیگران و عوامل سینما در فرانسه و ایتالیا و انجمن ملی روزنامه‌نگاران و منتقدان سینمایی ایتالیا طی بیانیه‌ای به حکم صادره علیه کیوان کریمی اعتراض کرده و خواستار لغو مجازات او شدند.
جشنواره پونتو د ویستا در اقدامی نمادین و با همکاری بنیاد «ناوارو» و خانواده «ژان ویگو» فیلمساز اسپانیایی، کمپینی را در حمایت از کیوان کریمی به راه انداختند و از ۲۲۳ کارگردان معروف جهان دعوت کردند تا با ضبط یک کلمه توسط دوربین و ارسال آن به جشنواره، در ساخت فیلم کوتاهی به نام «۲۲۳ کلمه» و در اعتراض به حکم ۲۲۳ ضربه شلاق برای این فیلم‌ساز مشارکت کنند. فیلمسازانی همچون «انیس واردا»، «ویکتور کوزاکوفسکی»، «الن برینال»، «پاتریک گازمن» و ده‌ها فیلمساز دیگر در این اقدام مشارکت کردند. این فیلم در نهایت در جشنواره پونتو د ویستا (اواخر دسامبر ۲۰۱۵ تا اوایل فوریه ۲۰۱۶) به نمایش درآمد.
در ۱۹ نوامبر ۲۰۱۵ خوزه لوئیس روبوردینوس مدیر هنری جشنواره بین‌المللی فیلم سن سباستین در یک کنفرانس مطبوعاتی که به منظور حمایت از کریمی در اسپانیا برگزار شد، بیانیه رسمی جشنواره و کارزار همبستگی با کیوان کریمی را اعلام کرد.
همچنین پیشتر در تاریخ ۳ نوامبر ۲۰۱۵ چهل و پنج نماینده پارلمان اروپا از حزب سیریزا و دیگر احزاب چپ و طرفدار محیط زیست با امضای بیانیه‌ایی مشترک نگرانی خود را از وضعیت کریمی ابراز کرده و خواهان آزادی بدون قید و شرط او شدند.
سازمان عفو بین‌الملل نیز با نگارش نامه‌ای و با اعتراض به احکام صادره برای کیوان کریمی، خطاب به مقامات ایران، خواهان جلوگیری از اجرای حکم سنگین ۶ سال زندان برای او شد. این نامه تاکنون موفق به جمع‌آوری بیش از ۳۰ هزار امضا شده است.
ششصد و هفتاد فیلم‌ساز و نویسنده نیز از کشورهای مختلف جهان به صورت مستقل در نامه‌ایی به رئیس قوه قضاییه خواستار تبرئه کیوان کریمی از اتهامات وارده شدند. در داخل ایران نیز ۱۳۷ کارگردان مستند در نامه‌ای از قوه قضاییه ایران خواسته‌اند کیوان کریمی را تبرئه کنند. آن‌ها در این بیانیه گفته‌اند حق خود می‌دانند که در فضایی امن و بی‌دغدغه و بی‌اتهام به خلق آثار خود بپردازند. کانون نویسندگان ایران حکم صادره را «بس سنگین و ناعادلانه» خوانده بود.
در ابتدای دی ماه ۱۳۹۴، انجمن جهانی قلم، (PEN International) با انتشار نامه‌ای خطاب به لاریجانی، رئیس قوه قضائیه به حکم صادر شده برای کیوان کریمی اعتراض کردند و خواهان اجرای حکم زندان و شلاق برای او شدند. آن‌ها همچنین از سایر شعبه‌ها و نمایندگی‌ها انجمن قلم در سراسر دنیا خواستند تا در ارائه این درخواست به مقامات ایران مشارکت کند. در همین خصوص بیش از ۶۵۰ نویسنده و فیلم‌ساز از سرار دنیا با امضای نامه‌ای مراتب اعتراض خود به وضعیت کیوان کریمی و همبستگی با او اعلام کردند. نامه مذکور در تاریخ ۲۱ دی ماه ۱۳۹۴ در سایت انجمن جهانی قلم منتشر شد.
برناردو برتولوچی، روبرتو بنینی و نیکولا پیوانی سه کارگردان برنده جایزه اسکار، در ماه مارس ۲۰۱۶، با امضای طوماری از کیوان کریمی حمایت و به حکم او اعتراض کردند.
همچنین در اقدامی مشابه تعدادی از فعالین مدنی در توکیو ژاپن گردهمایی‌ای تحت عنوان «آزادی بیان» در ۸ فروردین‌ماه ۱۳۹۵ برگزار کردند. این گردهمایی با هدف اطلاع‌رسانی و بالا بردن آگاهی در مورد مشکلات این فیلمساز و مناظره دربارهٔ آزادی بیان در ایران و ژاپن به میزبانی «توکیو اسپرینگ» (Tokyo Spring) برگزار شد. در این مراسم فیلم‌های «مرز شکسته» و «ماجراهای زن و شوهر کارگر» به نمایش درآمد. همزمان نوام چامسکی فیلسوف و زبان‌شناس، پیامی در حمایت از کیوان کریمی به این گردهمایی فرستاد و به حکم صادره برای او اعتراض کرد. «از خبر پرداختن به مسئله این فیلمساز شجاع ایرانی، کیوان کریمی که اعتراضش را نسبت به رفتار ناشایست و جنایتکارانه‌ای که مقامات دولتی با او داشته‌اند نشان می‌دهد، بسیار خرسندم.»
در آستانه برگزاری شصت و نهمین جشنواره فیلم کن، هیئت داوران بخش مستند این جشنواره، خواهان توجه جهانیان به سرنوشت کیوان کریمی شدند. آن‌ها در اعلامیه‌ای مطبوعاتی خواستار ادامهٔ تلاش‌های بین‌المللی تا لغو حکم این فیلمساز شده‌اند. در این اعلامیه آمده است: «هیئت داوران بخش مستند جشنواره کن (L’OEil d’Or) خواهان توجه به سرنوشت کیوان کریمی فیلمساز ایرانی است که به خاطر فیلم مستند اخیر خود، نوشتن بر شهر که دربارهٔ گرافیتی‌ها و دیوارنوشته‌های تهران از انقلاب ۱۹۷۹ تا جنبش سیاسی ۲۰۰۹ است، از سوی دادگاه تجدید نظر در فوریه سال ۲۰۱۶ به یک سال حبس، ۲۲۳ ضربه شلاق و ۲۰ میلیون جریمه نقدی محکوم شده است؛ او به تبلیغ علیه نظام و توهین به مقدسات متهم شده است. تلاش‌های بین‌المللی تا لغو حکم او و برداشتن همه ممنوعیت‌ها و آزادی برای همه جامعه هنری در سراسر جهان باید ادامه پیدا کند.»
در بیست و نهمین جشنواره موسیقی موتسارت ایتالیا که با همکاری سازمان عفو بین‌الملل، شاخه ایتالیا در تاریخ ۷ مه ۲۰۱۶ (۱۸ اردیبهشت ۱۳۹۵) برگزار شد، قطعاتی از دیمتری اشکنازی و استرینگ در حمایت از کیوان کریمی نواخته شد. این جشنواره همچنین از میهمانان خود خواست که با امضای طومار عفو بین‌الملل اعتراض خود را نسبت به حکم صادر شده برای کیوان کریمی اعلام کنند.
در اقدامی مشابه، روز جمعه ۲۷ مه ۲۰۱۶ (۷ خرداد ۱۳۹۵)، دانشگاه والنسیا با همکاری سازمان عفو بین‌الملل (شعبه والنسیا) مراسمی برگزار کردند و ضمن اکران فیلم «نوشتن بر شهر» حمایت خود را از کیوان کریمی اعلام کردند.

### سایر اقدامات
- کمپین گرافیتی برای کیوان کریمی در ایتالیا[۵۰]
- بیانیه انجمن قلم کانادا[۵۱]
- حمایت‌های تصویری: - خوزه لوئیس روبوردینوس، مدیر هنری جشنواره بین‌المللی فیلم سن سباستین اسپانیا[۵۲] - دنیل ویکاری کارگردان، فیلمنامه‌نویس و تهیه‌کننده ایتالیایی[۵۳] - کلودیا جرینی، بازیگر ایتالیایی[۵۴] - گرتا اسکارنو، بازیگر ایتالیایی[۵۵] - احمد رأفت، روزنامه‌نگار[۵۶]
- حمایت سینماگران فرانسوی[۵۷][۵۸]
- حمایت سینماگران آلمانی[۵۹]